# Franz Muncker
Franz Muncker (født 4. december 1855 i Bayreuth, død 7. september 1926 i München) var en tysk litteraturhistoriker.
Muncker studerede fra 1873 filologi i München under Michael Bernays og blev docent 1879 og professor 1890 ved universitetet sammesteds. Som udgiver har han besørget en værdifuld, kritisk Lessing-udgave og Lessings Ausgewählte Schriften, fremdeles udgaver af Wieland, Immermann og Kleist. Blandt hans selvstændige værker må særlig fremhæves Johann Kaspar Lavater (1883), Friedrich Gottlieb Klopstock (1888), Richard Wagner (1891) og Wandlungen in den Anschauungen über Poesie während der zwei letzten Jahrhunderten (1906). Han er redaktør af Forschungen zur neueren Literaturgeschichte (1898 ff).